# Уоллис, Сэмюэль
Сэмюэль Уоллис (англ. Samuel Wallis; 23 апреля 1723, Кэмелфорд, Юго-Западная Англия — 21 января 1795, Лондон) — британский мореплаватель, совершивший кругосветное плавание на корабле «HMS Dolphin».

## Биография
Сэмюэль Уоллис родился в городе Кэмелфорд в графстве Корнуолл. В 1766 году он получил под своё командование корабль «HMS Dolphin» для совершения кругосветного плавания. Плавание должно было состояться в сопровождении шлюпа «HMS Swallow» под командованием Филиппа Картерета, но при проходе пролива Магеллана корабли потеряли друг друга. Тем не менее, капитан Уоллис продолжил путь, в июне 1767 года он достиг острова Таити, назвав его в честь короля Георга III. Вскоре Уоллис достиг голландской Батавии, где многие из команды умерли от дизентерии. Затем через мыс Доброй Надежды вернулся в Англию в мае 1768 года.
Уоллис сообщил много полезной информации Джеймсу Куку, вскоре отплывавшему в Тихий океан. Часть команды «Дельфина» отправилась в плавание с Джеймсом Куком. В 1780 Уоллис был назначен Специальным уполномоченным Адмиралтейства.
Полинезийский архипелаг Уоллис, являющийся частью заморской общины Франции Уоллис и Футуна, назван в честь Сэмюэля Уоллиса.